# Лонгин (управител)
Вижте пояснителната страница за други личности с името Лонгин.
Лонгин (на латински: Longinus, Longus, Lentulus) е политик и сенатор на Римската империя по времето на римския император Антонин Пий (86 – 161).
Той е между 158 – 161 г. управител на римската провинция Британия след Гней Юлий Вер (154 – 158). След смъртта на Антонин Пий е сменен от Марк Стаций Приск Лициний Италик (161 – 162).